# Albinas Bagdonas
Albinas Bagdonas (ur. 1941 we wsi Zobielija koło Szyłeli) – litewski psycholog i nauczyciel akademicki.

## Życiorys
Po maturze w 1960 roku studiował na Uniwersytecie Wileńskim (1960–1963). W latach 1963–1966 studiował na Moskiewskim Uniwersytecie Państwowym. W latach 1966–1969 był aspirantem Instytutu biologii rozwoju imienia Nikołaja Kolcowa (ros. Институт биологии развития имени Н. К. Кольцова РАН) w Moskwie. Od 1969 wykładał na Uniwersytecie Wileńskim, gdzie w 1974 został docentem, a w 2002 profesorem. Od 1989 roku był członkiem Litewskiej Partii Socjaldemokratycznej. W latach 1989–1992 był prezydentem Litewskiego Towarzystwa Psychologicznego (lit. Lietuvos psichologų sąjunga).